# Lista dos 20 primeiros colocados do Ranking Nacional de Clubes do Futebol Feminino por ano
Ranking da CBF de Futebol Feminino é um sistema de classificação dos clubes de futebol feminino brasileiros instituído pela Confederação Brasileira de Futebol.
São apresentados aqui os 20 primeiros colocados do Ranking da CBF de Futebol Feminino, a partir do ano de 2013.

## Ranking da CBF para 2013[2]
| Pos. | Pos. | Clube               | UF | Pontos |
| ---- | ---- | ------------------- | -- | ------ |
| 1º   |      | São Francisco EC    | BA | 6100   |
| 2º   |      | Foz Cataratas       | PR | 5840   |
| 3º   |      | Vitória das Tabocas | PE | 5370   |
| 4º   | 4º   | Santos              | SP | 4600   |
| 5º   | 5º   | São José-SP         | SP | 4600   |
| 6º   | 6º   | Duque de Caxias     | RJ | 3500   |
| 7º   | 7º   | Pinheirense         | PA | 3400   |
| 8º   | 8º   | Kindermann          | SC | 3250   |
| 9º   | 9º   | Iranduba            | AM | 2800   |
| 10º  | 10º  | Vasco da Gama       | RJ | 2800   |
| 11º  | 11º  | Viana               | MA | 2800   |
| 12º  | 12º  | Atlético Mineiro    | MG | 2700   |
| 13º  | 13º  | Caucaia             | CE | 2700   |
| 14º  | 14º  | Centro Olímpico     | SP | 2400   |
| 15º  | 15º  | Mixto               | MT | 2150   |
| 16º  | 16º  | Botafogo-PB         | PB | 2100   |
| 17º  | 17º  | Rio Preto           | SP | 1800   |
| 18º  | 18º  | ASCOOP              | DF | 1700   |
| 19º  | 19º  | Francana            | SP | 1650   |
| 20º  | 20º  | Tiradentes-PI       | PO | 1600   |
| 20º  | 20º  | Tuna Luso           | PA | 1600   |

## Ranking da CBF para 2014[3]
| Pos. | Pos. | Clube               | UF | Pontos |
| ---- | ---- | ------------------- | -- | ------ |
| 1º   |      | São José-SP         | SP | 9800   |
| 2º   |      | São Francisco EC    | BA | 9320   |
| 3º   |      | Vitória das Tabocas | PE | 9200   |
| 4º   | 4º   | Foz Cataratas       | PR | 8360   |
| 5º   | 5º   | Centro Olímpico     | SP | 8170   |
| 6º   | 6º   | Duque de Caxias     | RJ | 6740   |
| 7º   | 7º   | Kindermann          | SC | 6480   |
| 8º   | 8º   | Vasco da Gama       | RJ | 5720   |
| 9º   | 9º   | Iranduba            | AM | 5600   |
| 10º  | 10º  | Caucaia             | CE | 5360   |
| 11º  | 11º  | Pinheirense         | PA | 5050   |
| 12º  | 12º  | Viana               | MA | 4390   |
| 13º  | 13º  | Rio Preto           | SP | 4150   |
| 14º  | 14º  | Tiradentes-PI       | PI | 4080   |
| 15º  | 15º  | Botafogo-PB         | PB | 3860   |
| 16º  | 16º  | Tuna Luso           | PA | 3840   |
| 17º  | 17º  | Mixto               | MT | 3600   |
| 18º  | 18º  | ASCOOP              | DF | 3480   |
| 19º  | 19º  | Francana            | SP | 3380   |
| 20º  | 20º  | Aliança             | GO | 2820   |

## Ranking da CBF para 2015[4]
| Pos. | Pos. | Clube               | UF | Pontos |
| ---- | ---- | ------------------- | -- | ------ |
| 1º   |      | São José-SP         | SP | 12560  |
| 2º   |      | Vitória das Tabocas | PE | 11768  |
| 3º   |      | São Francisco EC    | BA | 11056  |
| 4º   | 4º   | Kindermann          | SC | 9984   |
| 5º   | 5º   | Centro Olímpico     | SP | 9440   |
| 6º   | 6º   | Foz Cataratas       | PR | 8420   |
| 7º   | 7º   | Duque de Caxias     | RJ | 8412   |
| 8º   | 8º   | Iranduba            | AM | 7680   |
| 9º   | 9º   | Vasco da Gama       | RJ | 7656   |
| 10º  | 10º  | Caucaia             | CE | 7488   |
| 11º  | 11º  | Ferroviária         | SP | 7000   |
| 12º  | 12º  | Viana               | MA | 6692   |
| 13º  | 13º  | Pinheirense         | PA | 6200   |
| 14º  | 14º  | Tuna Luso           | PA | 4912   |
| 15º  | 15º  | Sport               | PE | 4760   |
| 16º  | 16º  | Rio Preto           | SP | 4140   |
| 17º  | 17º  | Portuguesa          | SP | 3360   |
| 18º  | 18º  | Botafogo-PB         | PB | 3288   |
| 19º  | 19º  | Tiradentes-PI       | PI | 2944   |
| 20º  | 20º  | Bahia               | BA | 2940   |

## Ranking da CBF para 2016[5]
| Pos. | Pos. | Clube               | UF | Pontos |
| ---- | ---- | ------------------- | -- | ------ |
| 1º   |      | São José-SP         | SP | 14520  |
| 2º   |      | Vitória das Tabocas | PE | 13070  |
| 3º   |      | Kindermann          | SC | 13008  |
| 4º   | 4º   | São Francisco EC    | BA | 12306  |
| 5º   | 5º   | Foz Cataratas       | PR | 10826  |
| 6º   | 6º   | Ferroviária         | SP | 10160  |
| 7º   | 7º   | Centro Olímpico     | SP | 10110  |
| 8º   | 8º   | Iranduba            | AM | 9088   |
| 9º   | 9º   | Rio Preto           | SP | 8930   |
| 10º  | 10º  | Duque de Caxias     | RJ | 8672   |
| 11º  | 11º  | Caucaia             | CE | 8128   |
| 12º  | 12º  | Viana               | MA | 7694   |
| 13º  | 13º  | Pinheirense         | PA | 6856   |
| 14º  | 14º  | Vasco da Gama       | RJ | 5704   |
| 15º  | 15º  | Portuguesa          | SP | 5248   |
| 16º  | 16º  | Botafogo-PB         | PB | 4856   |
| 17º  | 17º  | Tiradentes-PI       | PI | 4808   |
| 18º  | 18º  | Tuna Luso           | PA | 4584   |
| 19º  | 19º  | Mixto               | MT | 4060   |
| 20º  | 20º  | Sport               | PE | 3728   |

## Ranking da CBF para 2017[6]
| Pos. | Pos. | Clube               | UF | Pontos |
| ---- | ---- | ------------------- | -- | ------ |
| 1º   |      | São José-SP         | SP | 15440  |
| 2º   |      | Vitória das Tabocas | PE | 13752  |
| 3º   |      | São Francisco EC    | BA | 13358  |
| 4º   | 4º   | Foz Cataratas       | PR | 12478  |
| 5º   | 5º   | Ferroviária         | SP | 10848  |
| 6º   | 6º   | Iranduba            | AM | 10104  |
| 7º   | 7º   | Rio Preto           | SP | 9720   |
| 8º   | 8º   | Kindermann          | SC | 9560   |
| 9º   | 9º   | Centro Olímpico     | SP | 9380   |
| 10º  | 10º  | Caucaia             | CE | 9312   |
| 11º  | 11º  | Duque de Caxias     | RJ | 8532   |
| 12º  | 12º  | Flamengo            | RJ | 8176   |
| 13º  | 13º  | Viana               | MA | 7800   |
| 14º  | 14º  | Pinheirense         | PA | 7588   |
| 15º  | 15º  | Tiradentes-PI       | PI | 6412   |
| 16º  | 16º  | Portuguesa          | SP | 6376   |
| 17º  | 17º  | Vasco da Gama       | RJ | 6072   |
| 18º  | 18º  | Santos              | SP | 5808   |
| 19º  | 19º  | América Mineiro     | MG | 4624   |
| 20º  | 20º  | Botafogo-PB         | PB | 4456   |

## Ranking da CBF para 2018[7]
| Pos. | Pos. | Clube               | UF | Pontos |
| ---- | ---- | ------------------- | -- | ------ |
| 1º   |      | São José-SP         | SP | 13040  |
| 2º   |      | Vitória das Tabocas | PE | 11882  |
| 3º   |      | São Francisco EC    | BA | 11594  |
| 4º   | 4º   | Foz Cataratas       | PR | 11326  |
| 5º   | 5º   | Ferroviária         | SP | 10576  |
| 6º   | 6º   | Rio Preto           | SP | 10120  |
| 7º   | 7º   | Iranduba            | AM | 9752   |
| 8º   | 8º   | Flamengo            | RJ | 9192   |
| 9º   | 9º   | Kindermann          | SC | 9032   |
| 10º  | 10º  | Santos              | SP | 8536   |
| 11º  | 11º  | Caucaia             | CE | 7872   |
| 12º  | 12º  | Centro Olímpico     | SP | 7330   |
| 13º  | 13º  | Pinheirense         | PA | 7128   |
| 14º  | 14º  | Duque de Caxias     | RJ | 7064   |
| 15º  | 15º  | Viana               | MA | 6780   |
| 16º  | 16º  | Portuguesa          | SP | 6272   |
| 17º  | 17º  | Tiradentes-PI       | PI | 6136   |
| 18º  | 18º  | Corinthians         | SP | 5408   |
| 19º  | 19º  | Audax               | SP | 5080   |
| 20º  | 20º  | América Mineiro     | MG | 4932   |

## Ranking da CBF para 2019[8]
| Pos. | Pos. | Clube               | UF | Pontos |
| ---- | ---- | ------------------- | -- | ------ |
| 1º   |      | São José-SP         | SP | 10816  |
| 2º   |      | Rio Preto           | SP | 10120  |
| 3º   |      | Foz Cataratas       | PR | 10022  |
| 4º   | 4º   | Ferroviária         | SP | 9936   |
| 5º   | 5º   | Vitória das Tabocas | PE | 9934   |
| 6º   | 6º   | Flamengo            | RJ | 9896   |
| 7º   | 7º   | São Francisco EC    | BA | 9840   |
| 8º   | 8º   | Santos              | SP | 9224   |
| 9º   | 9º   | Iranduba            | AM | 9120   |
| 10º  | 10º  | Corinthians         | SP | 8216   |
| 11º  | 11º  | Kindermann          | SC | 8160   |
| 12º  | 12º  | Pinheirense         | PA | 6988   |
| 13º  | 13º  | Portuguesa          | SP | 6608   |
| 14º  | 14º  | Audax               | SP | 6424   |
| 15º  | 15º  | Caucaia             | CE | 5952   |
| 16º  | 16º  | Duque de Caxias     | RJ | 5364   |
| 17º  | 17º  | Tiradentes-PI       | PI | 5360   |
| 18º  | 18º  | Sport               | PE | 5272   |
| 19º  | 19º  | Vitória             | BA | 5024   |
| 20º  | 20º  | América Mineiro     | MG | 4992   |

## Colocações por equipe (2013-2024)
| Clube               | Estado            | 1º Colocado                             | 2º Colocado                 | 3º Colocado           | 4º Colocado           |
| ------------------- | ----------------- | --------------------------------------- | --------------------------- | --------------------- | --------------------- |
| São José-SP         | São Paulo         | 6 (2014, 2015, 2016, 2017, 2018 e 2019) | 0                           | 0                     | 0                     |
| Corinthians         | São Paulo         | 4 (2021, 2022, 2023 e 2024)             | 0                           | 1 (2020)              | 0                     |
| Ferroviária         | São Paulo         | 1 (2020)                                | 4 (2021, 2022, 2023 e 2024) | 0                     | 1 (2019)              |
| São Francisco EC    | Bahia             | 1 (2013)                                | 1 (2014)                    | 3 (2015, 2017 e 2018) | 1 (2016)              |
| Vitória das Tabocas | Pernambuco        | 0                                       | 4 (2015, 2016, 2017 e 2018) | 2 (2013 e 2014)       | 0                     |
| Foz Cataratas       | Paraná            | 0                                       | 1 (2013)                    | 1 (2019)              | 3 (2014, 2017 e 2018) |
| Flamengo            | Rio de Janeiro    | 0                                       | 1 (2020)                    | 0                     | 1 (2021)              |
| Rio Preto           | São Paulo         | 0                                       | 1 (2019)                    | 0                     | 0                     |
| Kindermann          | Santa Catarina    | 0                                       | 0                           | 2 (2016 e 2022)       | 1 (2015)              |
| Santos              | São Paulo         | 0                                       | 0                           | 1 (2021)              | 3 (2013, 2020 e 2022) |
| Internacional       | Rio Grande do Sul | 0                                       | 0                           | 1 (2023)              | 0                     |
| São Paulo           | São Paulo         | 0                                       | 0                           | 1 (2024)              | 0                     |
| Palmeiras           | São Paulo         | 0                                       | 0                           | 0                     | 2 (2023 e 2024)       |

## Colocações por estado (2013-2024)
| Estado            | 1º Colocado | 2º Colocado | 3º Colocado | 4º Colocado |
| ----------------- | ----------- | ----------- | ----------- | ----------- |
| São Paulo         | 11          | 5           | 3           | 6           |
| Bahia             | 1           | 1           | 3           | 1           |
| Pernambuco        | 0           | 4           | 2           | 0           |
| Paraná            | 0           | 1           | 1           | 3           |
| Rio de Janeiro    | 0           | 1           | 0           | 1           |
| Santa Catarina    | 0           | 0           | 2           | 1           |
| Rio Grande do Sul | 0           | 0           | 1           | 0           |